# Брахими, Самир
Сами́р Брахими́ (араб. سمير براهيمي‎; род. 17 мая 1990, Алжир) — алжирский боксёр, представитель наилегчайших весовых категорий. Выступает за сборную Алжира по боксу начиная с 2007 года, серебряный призёр Всеафриканских игр в Мапуто, бронзовый призёр Средиземноморских игр в Пескаре, победитель ряда других крупных турниров международного значения, участник летних Олимпийских игр в Лондоне.

## Биография
Самир Брахими родился 17 мая 1990 года в городе Алжире. Проходил подготовку в Париже в боксёрском клубе Paris United.
Первого серьёзного успеха на взрослом международном уровне добился в сезоне 2007 года, когда вошёл в основной состав алжирской национальной сборной и побывал на Панарабских играх в Египте, откуда привёз награду серебряного достоинства, выигранную в зачёте первой наилегчайшей весовой категории.
В 2009 году выиграл бронзовую медаль на чемпионате Африки в Маврикии, стал бронзовым призёром арабского чемпионата в Маврикии, взал бронзу на Средиземноморских играх в Пескаре.
В 2010 году завоевал бронзовую медаль на международном турнире «Золотые перчатки» в Белграде, успешно выступил на домашнем Кубке африканских наций.
На чемпионате Африки 2011 года в Камеруне получил бронзовую награду, дошёл до финала на Всеафриканских играх в Мапуто, боксировал на Всемирных военных играх в Рио-де-Жанейро и на чемпионате мира в Баку, где уже в 1/32 финала наилегчайшего веса был остановлен представителем Узбекистана Жасурбеком Латиповым. Также начиная с этого времени регулярно принимал участие в матчевых встречах Всемирной серии бокса, представляя команду «Алжирские пустынные ястребы».
Благодаря череде удачных выступлений удостоился права защищать честь страны на летних Олимпийских играх 2012 года в Лондоне — в стартовом поединке категории до 52 кг благополучно прошёл австралийца Джексона Вудса, но во втором поединке со счётом 9:14 проиграл россиянину Мише Алояну и выбыл из борьбы за медали.
После лондонской Олимпиады ещё в течение нескольких лет продолжал активно выходить на ринг. Так, в 2017 стал бронзовым призёром чемпионата Алжира по боксу в легчайшей весовой категории.